# Ambasada Wielkiej Brytanii w Warszawie

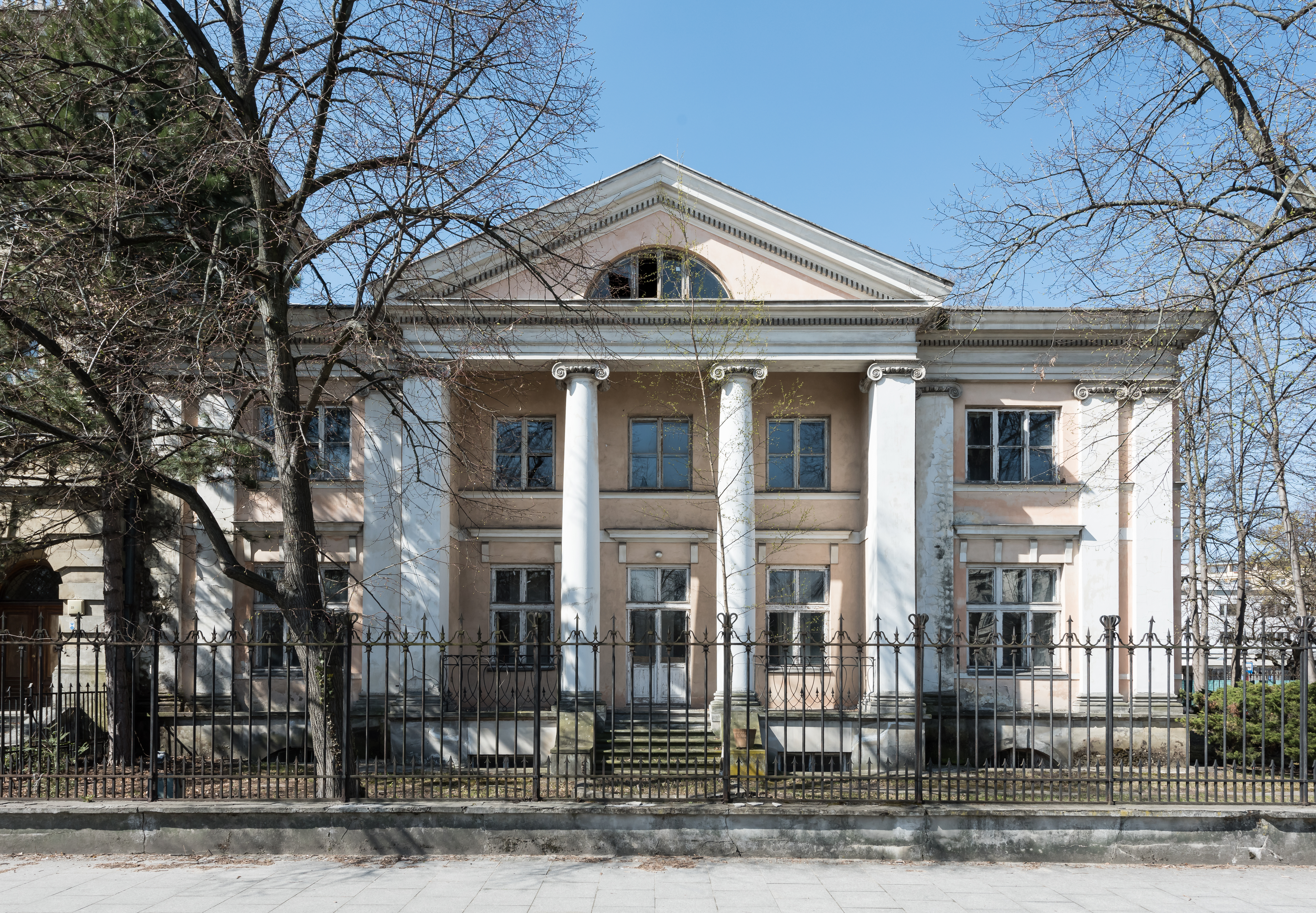
Pałacyk Śleszyńskich w Al. Ujazdowskich 25, w którym w 1840 mieścił się konsulat generalny Wielkiej Brytanii

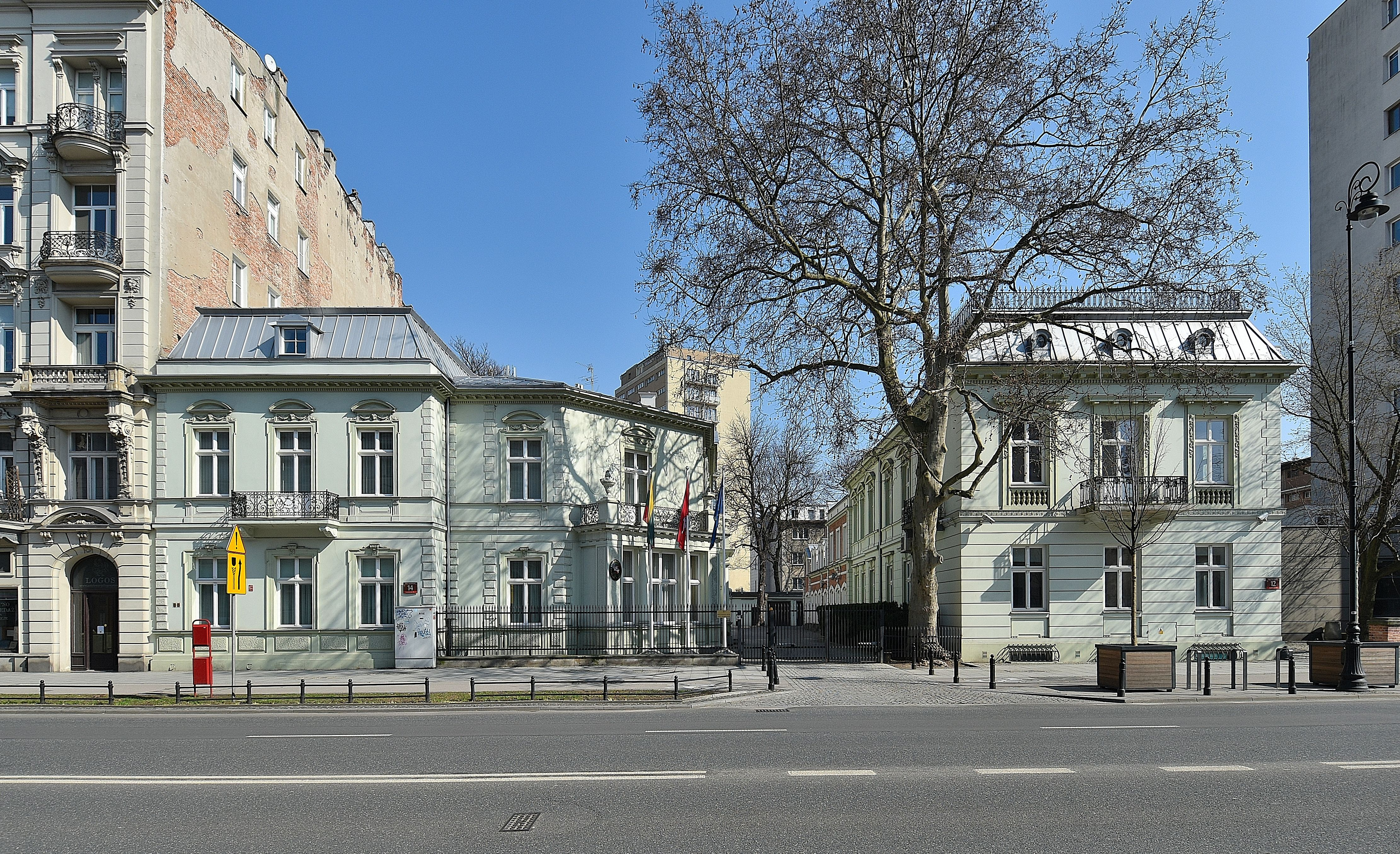
Pałac Pod Karczochem w Warszawie w Al. Ujazdowskich 14, w którym w 1870 mieścił się konsulat generalny Wielkiej Brytanii

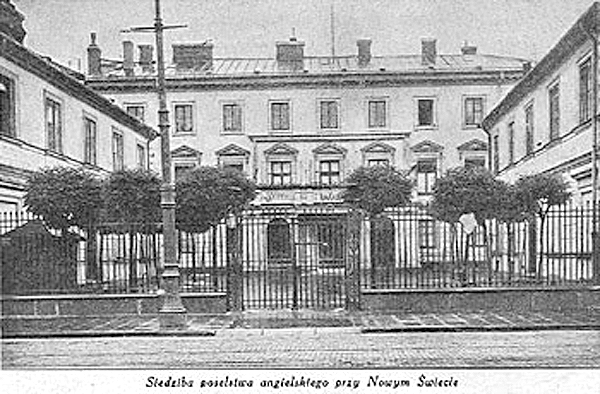
Pałac Branickich przy ul. Nowy Świat, w którym mieściło się poselstwo/ambasada Wielkiej Brytanii w latach 1925–1939

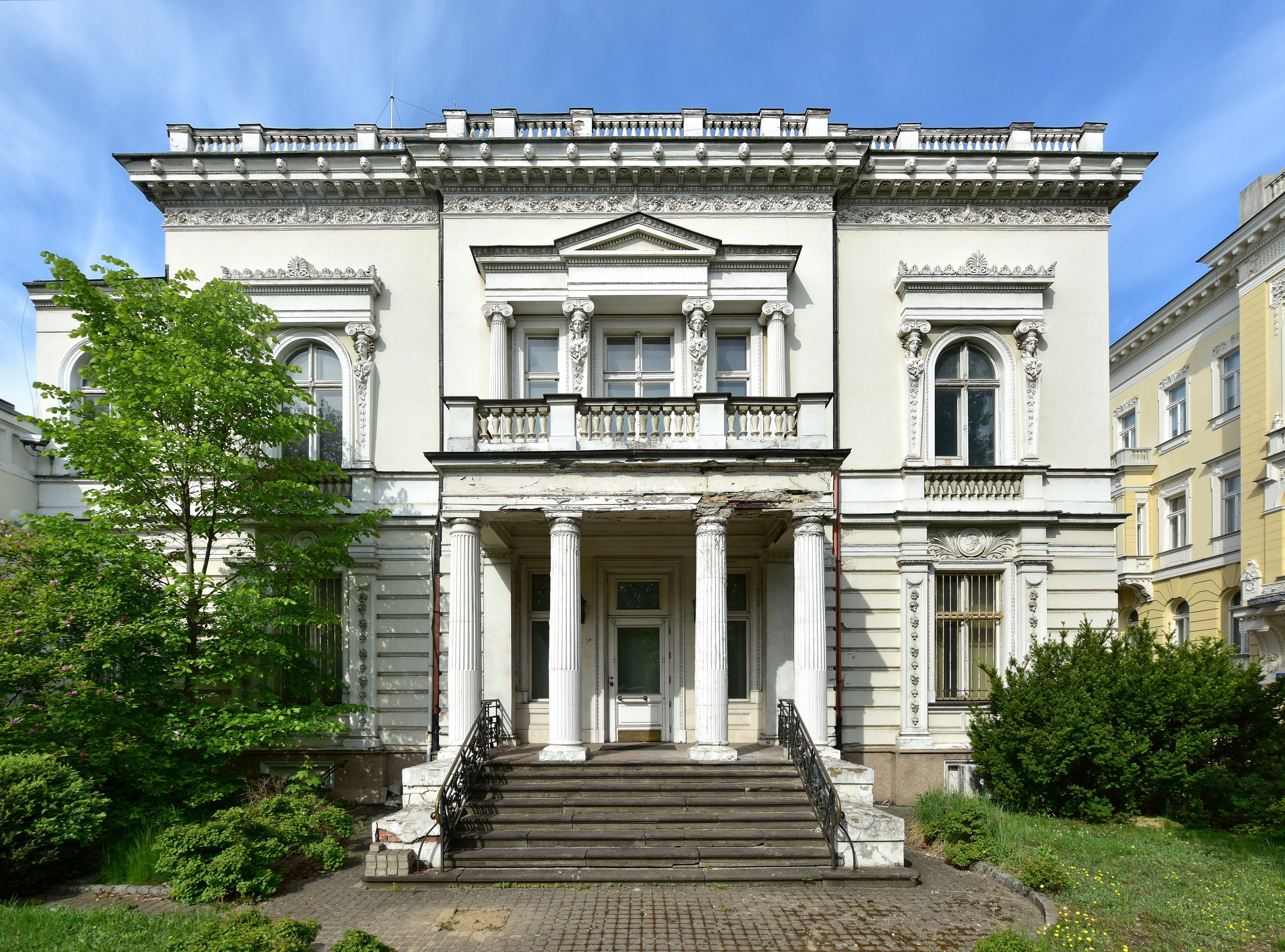
Pałacyk Elizy Wielopolskiej w Al. Ujazdowskich/al. Róż, w którym mieściła się ambasada Wielkiej Brytanii w latach 1945–2008

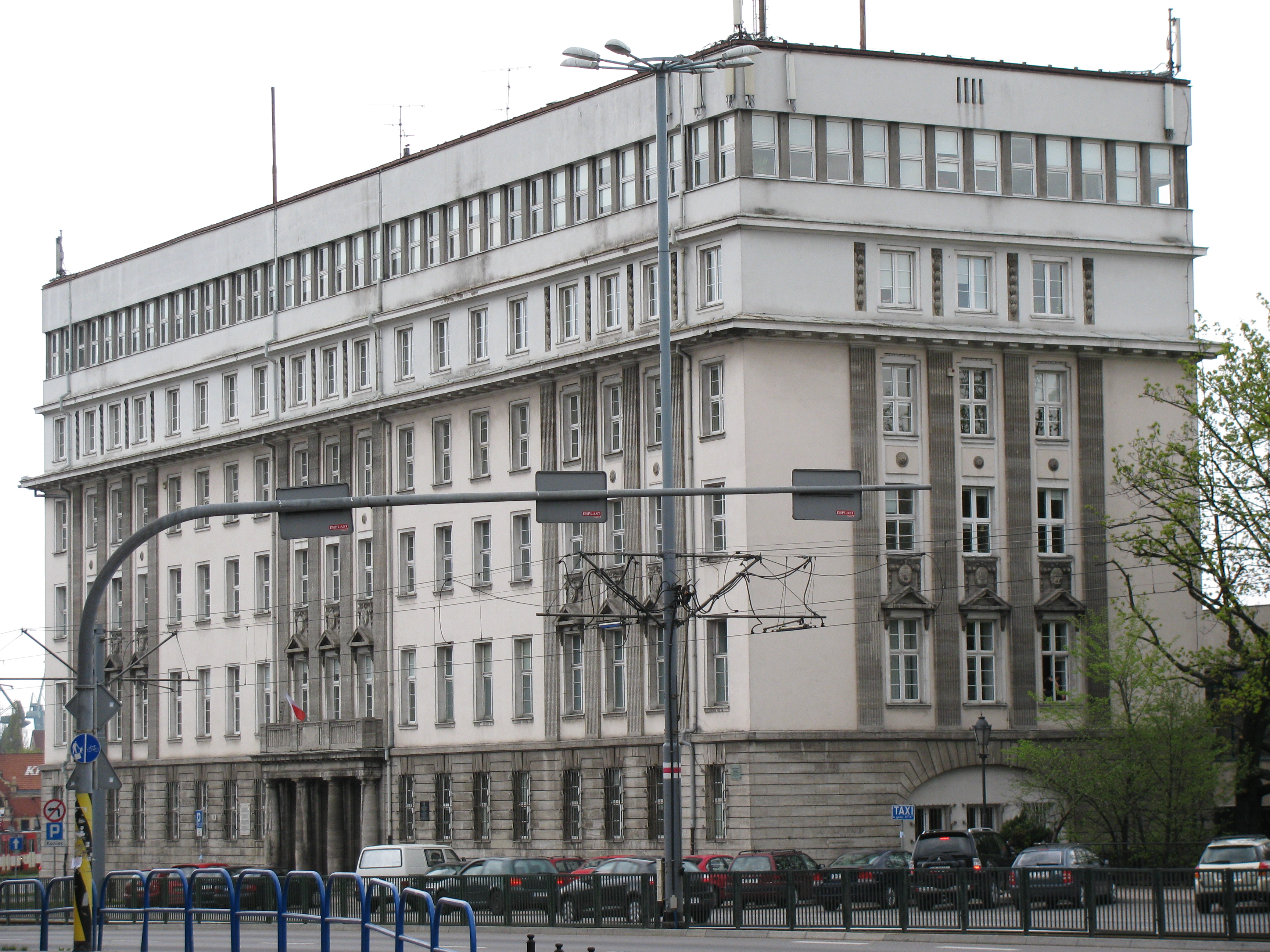
Dawna siedziba konsulatu Wielkiej Brytanii w Gdańsku przy Elisabethwall (1931-1939)

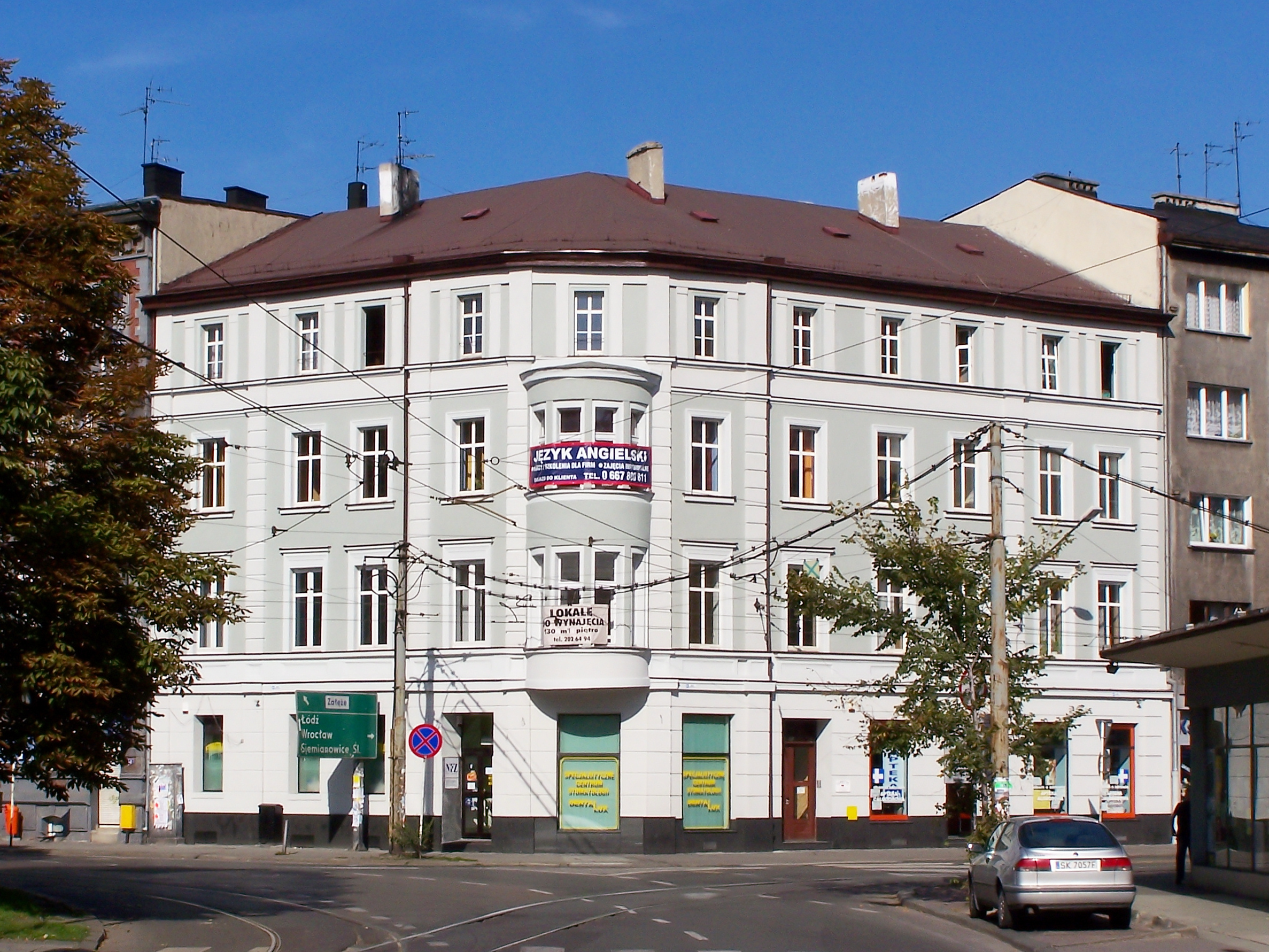
Dawna siedziba Wicekonsulatu Wielkiej Brytanii w Katowicach przy ul. 3 Maja w 1938

Ambasada Zjednoczonego Królestwa Wielkiej Brytanii i Irlandii Północnej w Warszawie (ang. British Embassy in Warsaw) – brytyjska placówka dyplomatyczna znajdująca się w Warszawie przy ul. Kawalerii 12.

## Podział organizacyjny
- Dział Polityczny (ang. Political Section)
- Dział Prasowy (ang. Press & Communications Section)
- Dział Konsularny (ang. Consular Section)
- Dział Wizowy (ang. Visa Section)
- Dział Handlowy (ang. Commercial Section – Department for International Trade)
- Dział Wojskowy (ang. Defence Section)
- Dział Administracyjny
- Dział Kulturalny – British Council, Warszawa, ul. Koszykowa 54
  - British Council, Kraków, w Szarej Kamienicy przy Rynku Głównym 6
- Szkoła Brytyjska (ang. The British School), Warszawa, ul. Limanowskiego 15 (1992–)

## Siedziba

### Po I wojnie światowej
Stosunki dyplomatyczne nawiązano w 1919, jednocześnie w tym samym roku powołując pierwszą placówkę w Warszawie – Poselstwo Angielskie (English Legation), które funkcjonowało w willi Aleksandra Kruzego przy ul. Pięknej 6 (1919–1922), obecnie budynek nie istnieje. Następnie przeniesiono się do pałacu Branickich z XVIII w. (proj. przebudowy Henryk Marconi) przy ul. Nowy Świat 18 (1923–1939). W międzyczasie, od 1929, nadano jemu rangę ambasady.
W czasie wojny polsko-bolszewickiej, w sytuacji zagrożenia zajęcia Warszawy, personel poselstwa był ewakuowany okresowo (od początku sierpnia 1920) do Poznania.
W pałacu Potockich przy ul. Krakowskie Przedmieście 15 funkcjonowała Brytyjska Misja Wojskowa (1919−1924).
Wydział Handlowy zlokalizowano przy ul. Pięknej 6 (1923-1932), ul. Frascati 2 (1933–1937), ul. Wiejskiej 10a (1938) i ul. Wiejskiej 14 (1939).
Po inwazji niemieckiej na Polskę placówka przemieszczała się wraz z polskimi władzami – do Łukowa, Bukaresztu, Angers we Francji i Londynu.
Wielka Brytania utrzymywała też konsulaty:
- w Warszawie: w Al. Jerozolimskich 107 (1923)[6], w kamienicy w al. Róż 10 (1928–1938), następnie w kamienicy Taubenhausa w Al. Ujazdowskich 18 róg ul. Matejki 9,
- Katowicach: wicekonsulat przy ul. 3 Maja 33 (1924-1939),
- Lwowie: wicekonsulat przy ul. Ziemiałkowskiego 8, ob. Новакiвського/Nowakiwśkoho (1939), konsulat honorowy w latach 1923-1938[7]

W 1938 powstała filia British Council w Warszawie przy ul. Górnośląskiej.

### Po II wojnie światowej
Po wyzwoleniu w 1945 reaktywowano stosunki dyplomatyczne i przez pewien okres ambasada była tymczasowo zlokalizowana w hotelu Polonia w Al. Jerozolimskich 45. Następnie w tym samym roku wynajęto pałac Elizy Wielopolskiej, zwany też „willą Róż” z 1876 (proj. Józef Huss) w al. Róż 1. Ambasador rezydował w willi Siedlanowskich z 1933 przy ul. Narbutta 10 (1948), następnie w willi przy ul. Bagatela 5 róg ul. Flory (1966–2008), wybudowanej w miejscu zniszczonego w okresie II wojny światowej pałacyku Marcella Bacciarellego.
W okresie 1993–2008 działy – handlowy i konsularny mieściły się w biurowcu przy ul. Emilii Plater 28.
W 2008 otwarto nową siedzibę ambasady wraz z rezydencją ambasadora przy ul. Kawalerii 12 (proj. Tony Fretton Architects oraz Buro Happold). Zatrudnia ponad 100 osób personelu.
Po 1945 można odnotować szybki wzrost sieci placówek brytyjskiej służby konsularnej w Polsce. Wielka Brytania utrzymywała konsulaty:
- w Gdańsku: z siedzibą w Sopocie w hotelu Nadmorskim przy ul. Grunwaldzkiej 12-16 (1946-1947), w willi Patschkego przy ul. Uphagena 23 we Wrzeszczu, róg al. Grunwaldzkiej (1947-1948), w Gdyni, gdzie funkcjonował w randze wicekonsulatu w budynku Bergenske z 1937 przy ul. Portowej 15 (1949-1950), następnie w budynku z 1948 przy ul. Pułaskiego 6 (1950-1966)
- Katowicach: (1945–1950)
- Łodzi: (1947–1950)
- Poznaniu: (1948–1951)
- Szczecinie: (1947–1951).

W Polsce działalność prowadzą placówki British Council – w Warszawie, początkowo mieszcząca się w hotelu Bristol przy ul. Krakowskie Przedmieście 42-44 (1946), następnie przy ul. Górnośląskiej 39 (1947), w al. I Armii WP 11 (1948), Al. Jerozolimskich 59 (1950-2015), aktualnie przy ul. Koszykowej 54 (2015-); oraz w Krakowie, w Szarej Kamienicy przy Rynku Głównym 6 (1999-).
W latach 70. i 80. XX wieku ambasada utrzymywała Klub Dyplomatyczny w Miedzeszynie przy ul. Romantycznej 3.